# Likokona
Likokona ist ein Verwaltungsbezirk (englisch Ward) des Distrikts Nanyumbu in der tansanischen Region Mtwara.

## Geografie
Likokona liegt im Südosten von Tansania etwa 20 Kilometer westlich der Distrikthauptstadt Mangaka. Der Bezirk grenzt im Norden an Matekwe, im Osten an Sengenya, im Süden an Mangaka und Napacho und im Westen an Michiga. Bei der Volkszählung 2022 lebten 14.707 Menschen in 4296 Haushalten auf einer Fläche von 211 Quadratkilometern.

## Gliederung
Der Bezirk besteht aus vier Gemeinden (Mtaa) mit 19 Orten (Kitongoji):
| Likokona - Mkwajuni - Mwambani - Michungwani - Mikangaula - Cheleweni - Misufini | Namaka - Namaka - Mwambo - Pemba - Mtandi | Msinyasi - Msinyasi Juu - Kazamoyo - Mnazimoja - Mgombasi | Misawaji - Misawaji - Mbambakofi - Tuleane - Jiungeni - Kilimani Hewa |

## Infrastruktur
- Bildung: Die Likokona Secondary School ist eine staatliche weiterbildende Schule, die Tagesschüler bis zur 4. Stufe ausbildet.[8]
- Gesundheit: Im Bezirk gibt zwei staatliche Apotheken, je eine in der Gemeinde Likokona und Msinyasi.[9][10]
- Verkehr: Durch den Bezirk verläuft die asphaltierte Nationalstraße T6, die von Mtwara im Osten nach Ruvuma im Westen führt.[11]